# Taïga du Bouclier canadien oriental
Localisation
La taïga du Bouclier canadien oriental est une écorégion terrestre nord-américaine du type forêts boréales, taïga du World Wildlife Fund

## Répartition
La taïga de l'est du Bouclier canadien couvre une partie du nord du Québec, Caniapiscau et la majeure partie du Labrador, s'étendant des côtes de la Baie d'Hudson et la Baie James jusqu'à l'Océan Atlantique.

## Climat
La température moyenne annuelle varie de -6⁰C à proximité de la Baie d'Hudson à 1⁰C au Labrador.  La température estivale moyenne varie entre 5,5⁰C et 10⁰C et la température hivernale moyenne varie entre -1⁰C et -18⁰C.  Les précipitations annuelles oscillent entre 300 et 400mm près de la Péninsule d'Ungava, mais atteignent 1000mm dans le sud-ouest du territoire.   

## Caractéristiques biologiques

### Flore
La végétation se compose de peuplements rabougris d'épinettes noires, de mélèzes laricins, d'épinettes blanches, de bouleaux et de saules.  On rencontre également des éricacées, des Eriophorums, du lichen et de la mousse en abondance.  Les sites mal drainés sont colonisés par les carex, le thé du Labrador et les sphaignes.  La limite nord-ouest de l'écorégion marque la limite nord des arbres.  
La taïga de l'est du Bouclier canadien constitue une zone de transition entre les forêts conifériennes plus au sud et la toundra plus au nord.  Le nord de l'écorégion est caractérisé par une mosaïque de zones dénudées couvertes de mousses et de lichens sur les sommets, et des bosquets d'arbres rabougris localisés surtout dans le fond des vallées.  La végétation dans le sud de l'écorégion est surtout composée de forêts clairsemées avec un parterre forestier couvert de lichens et de mousses faisant graduellement place à une forêt plus dense à mesure qu'on descend vers le sud. 
On retrouve dans cet écorégion les meilleurs exemples de tourbières oligotrophes à côtes en Amérique du Nord.  Elles y sont omniprésentes et bien développées. 

### Faune
La taïga de l'est du Bouclier canadien supporte la plus importante population migratrice de caribous (Rangifer tarandus arcticus) au monde, estimée à environ 800 000 individus.  Le secteur des Lacs des Loups Marins abrite une très rare population de phoque commun (Phoca vitulina mellonae) vivant exclusivement en eau douce.  Leur nombre s'élève à quelques centaines d'individus seulement,

## Conservation
Environ 95 % de la superficie de cette écorégion est encore intacte.  Les quelques zones altérées le sont par l'inondation par les réservoirs pour la production d'hydroélectricité. 